# بيتر كارلسون
بيتر كارلسون مواليد 13 أبريل 1963 في ستوكهولم، هو لاعب كرة مضرب سويدي سابق وكان يلعب باليد اليسرى. أعلى تصنيف له في الفردي كان المركز الـ 119 في سنة 1987.

## النهائيات

### الزوجي: (2)
| الرقم | السنة | الدورة         | الأرضية | الشريك        | المنافس في النهائي                | النتيجة في النهائي |
| ----- | ----- | -------------- | ------- | ------------- | --------------------------------- | ------------------ |
| 1.    | 1985  | فيينا, النمسا  | سجاد    | جوناس سفينسون | جوزيف تشيهاك أليساندرو دي مينيسيس | 6–3, 6–2           |
| 2.    | 1986  | هلسنكي, فنلندا | سجاد    | يورغن ويندل   | كيلي جونز ديفيد ليفينغستون        | 6–2, 4–6, 7–6      |

## روابط خارجية
- بيتر كارلسون على موقع رابطة محترفي التنس (الإنجليزية)
- بيتر كارلسون على موقع الاتحاد الدولي لكرة المضرب (الإنجليزية)
- بيتر كارلسون على موقع خلاصة التنس.كوم (الإنجليزية)